# Jonas Lesser
Jonas Lesser (* 3. August 1895 in Czernowitz, Bukowina; † 9. Februar 1968 in London) war ein österreichisch-britischer Lektor, Essayist und Übersetzer.

## Leben und Tätigkeit
Jonas Lesser, der Sohn eines jüdisch-orthodoxen Gelehrten, studierte Altphilologie und Germanistik in Czernowitz und Wien. Er promovierte mit summa cum laude zum Dr. phil. Zu seinen Vorbildern zählen Goethe, Kant, Nietzsche und Schopenhauer.
Im Dezember 1925 wurde Lesser auf Empfehlung von Arthur Schnitzler vom Paul Zsolnay Verlag in Wien als Lektor eingestellt. Diese Stellung behielt er bis Juni 1938 und lernte dabei bedeutende Autoren seiner Zeit kennen, so Hermann Hesse, Arthur Schnitzler, Franz Werfel, John Galsworthy und Thomas Mann. Mit letzterem stand er lange Jahre in brieflichem Kontakt.
Nach der Annexion Österreichs durch das Deutsch Reich im März 1938 ging Lesser nach England. Dort arbeitete er als freier Schriftsteller und Mitarbeiter von George P. Goochs Zeitschrift Contemporary Review in London. Hinzu kam eine umfangreiche Tätigkeit als Übersetzer von Werken von Graham Greene (Stambul Train).
Während des Zweiten Weltkriegs wurde er in Großbritannien nicht interniert, da er die rumänische Staatsangehörigkeit besaß. In Deutschland wurde er derweil von den Nationalsozialisten als Staatsfeind eingestuft: Das Reichssicherheitshauptamt setzte ihn im Frühjahr 1940 auf die Sonderfahndungsliste G.B., ein Verzeichnis von Personen, die im Falle einer erfolgreichen deutschen Invasion Großbritanniens durch die Sonderkommandos der SS-Einsatzgruppen mit besonderer Priorität ausfindig gemacht und verhaftet werden sollten.
Bereits 1932 hatte Lesser ein Buch Von deutscher Jugend veröffentlicht, das 1933 verboten wurde. Sein weiteres Werk umfasst vor allem literaturwissenschaftliche Aufsätze, Buchkritiken und eine Abhandlung über J.J. Bachhofen. Insbesondere war Lesser ein intensiver Leser und Kenner des Werkes von Thomas Mann und entdeckte in dessen Spätwerk viele Details, Anspielungen und Zitate. Seine entsprechenden Veröffentlichungen sind in der einschlägigen Fachliteratur häufig referenziert worden. Thomas Mann stand Lessers Akribie mit skeptischem Wohlwollen gegenüber, nannte sie gelegentlich eine „mir etwas lästige philologische Fleißarbeit, die, finde ich, den Fleiß nicht lohnt“ (Brief an Lesser, 15. Oktober 1951), beantwortete seine Fragen aber stets bereitwillig und sah ihn gelegentlich als Gewährsmann, der sich in seinem Werk besser auskenne als er selbst (Brief vom 6. November 1951).
Größere Teile von Lessers Nachlass werden im Thomas-Mann-Archiv der ETH Zürich aufbewahrt. Weitere Teilnachlässe befinden sich im Familienbesitz in London sowie (Briefsammlungen) im Literaturarchiv Marbach.

## Schriften
- Von deutscher Jugend, Berlin 1932.
- Thomas Mann in der Epoche seiner Vollendung, München 1952.
- Thomas Mann: Die Betrogene, in: Neue Schweizer Rundschau 21, 1954, S. 686f.
- Thomas Mann und Wilhelm Raabe. Einiges über Deutschlands Sündenweg, in: Deutsche Rundschau, 1959, S. 518–523.
- Thomas Mann und der Rationalismus des Westens, in: Begegnung, Köln 1963, Jg. 18, S. 289–291.
- Deutsche Südsehnsucht, in: Deutsche Rundschau, Jg. 89 (1963), S. 37–50.
- Germany. The Symbol and Deed, New York 1965.
- Die Literatur der Emigration, in: Paul Schallück (Hrsg.): Deutschland. Kulturelle Entwicklungen seit 1945, München 1969, S. 47–61.

Unveröffentlicht:
- Thomas Manns Doktor Faustus und Theodor Adornos Philosophie der neuen Musik, Thomas-Mann-Archiv, Zürich.